# Pelusios marani
Pelusios marani là một loài rùa trong họ Pelomedusidae. Loài này được Bour mô tả khoa học đầu tiên năm 2000.